# Zella/Rhön
Zella/Rhön là một đô thị trong huyện Wartburg ở bang Thüringen, Đức. Đô thị này có diện tích 1,71 km².